# Jeff Fishback
Jeff Fishback (eigentlich Jeffrey Mason Fishback; * 20. November 1941 in San Mateo, Kalifornien) ist ein ehemaliger US-amerikanischer Hindernisläufer.
1963 siegte er bei den Panamerikanischen Spielen in São Paulo, und 1964 schied er bei den Olympischen Spielen in Tokio im Vorlauf aus.
1964 wurde er US-amerikanischer Meister.

## Persönliche Bestzeiten
- 3000 m Hindernis: 8:40,4 min, 4. Juli 1964, New York City
- 5000 m: 14:32,8 min, 1962